# Monsoon Shootout
Pour plus de détails, voir Fiche technique et Distribution.
Monsoon Shootout, également connu sous le titre Mousson rouge, est un thriller indien, écrit et réalisé par Amit Kumar, sorti en 2013.

## Synopsis
Sous la pluie battante de la mousson, dans les bas quartiers de Mumbai, un policier débutant (Vijay Verma) se trouve face à un dangereux gangster (Nawazuddin Siddiqui) : doit-il l'abattre ou non ? À partir de ce cas de conscience, le film développe trois histoires différentes selon la décision prise par le policier. Chacune explore les conséquences de ses choix et le confronte à un système qui exige de lui des compromis.

## Fiche technique
Sauf indication contraire, les informations mentionnées dans cette section peuvent être confirmées par la base de données cinématographiques IMDb,  présente dans la section « Liens externes ».
- Titre : Monsoon Shootout
- Réalisation : Amit Kumar
- Scénario : Amit Kumar
- Décors : Mayur Sharma
- Costumes : Smriti Chauhan, Viji Joy
- Maquillage : Kamlesh U. Shinde
- Son : Kunal Sharma
- Photographie : Rajeev Ravi
- Montage : Ewa J. Lind, Atanu Mukherjee
- Musique : Atif Afzal, Rochak Kohli, Gingger Shankar
- Production : Martijn de Grunt, Trevor Ingman, Anurag Kashyap, Guneet Monga
- Sociétés de production : Yaffle Films, Sikhya Entertainment, Arte France
- Sociétés de distribution : Arte, Sikhya Entertainment
- Budget de production : 1 500 000 $
- Pays d'origine :  Inde,  France,  Pays-Bas,  Royaume-Uni
- Langue originale : hindi
- Format : couleurs - 2,35:1 - 35 mm - DTS / Dolby Digital
- Genre : action, drame, policier, thriller
- Durée : 92 minutes (1 h 32)
- Dates de sorties en salles :
  - France : 18 mai 2013 (Festival de Cannes), 15 mars 2015 (sortie nationale)
  - Inde : 15 décembre 2017

## Distribution
- Nawazuddin Siddiqui : Shiva
- Vijay Verma : Adi
- Tannishtha Chatterjee : Rani
- Neeraj Kabi : inspecteur Khan
- Geetanjali Thapa : Anu
- Sreejita De : Geeta
- Farhan Mohammad Hanif Shaikh : Chhotu
- Surya Mohan Kulshreshtha : Tiwari
- Neha Gupta : l'épouse de Tiwari
- R. Balasubramanian : Dagar Bhai
- Onkardas Manikpuri : le chauffeur de taxi

## Autour du film
- Arte a également diffusé Monsoon Shootout sous le nom de Mousson rouge, le 20 avril 2015[1].

## Distinctions
| Date                   | Distinction                                 | Catégorie                             | Nom         | Résultat   |
| ---------------------- | ------------------------------------------- | ------------------------------------- | ----------- | ---------- |
| 5 au 11 avril 2013     | Hawaii International Film Festival          | Prix NETPAC                           | Amit Kumar  | Lauréat    |
| 5 au 11 avril 2013     | Hawaii International Film Festival          | Prix de l'Orchidée d'Or de Halekulani | Amit Kumar  | Nomination |
| 15 au 26 mai 2013      | Festival de Cannes                          | Caméra d'or                           | Amit Kumar  | Nomination |
| 5 au 16 juin 2013      | Festival du film de Sydney                  | Meilleur film                         | Amit Kumar  | Nomination |
| 10 au 24 octobre 2013  | Festival international du film de Chicago   | Prix du Choix du Public               | Amit Kumar  | Nomination |
| 11 au 20 octobre 2013  | Festival international du film de Catalogne | Meilleur film                         | Amit Kumar  | Nomination |
| 13 au 15 décembre 2013 | Asia-Pacific Film Festival                  | Meilleure photographie                | Rajeev Ravi | Nomination |